# Dauerschmierung
Die Dauerschmierung (auch Lebensdauerschmierung) bezeichnet die Einbringung einer definierten Schmierstoffmenge bei der Herstellung von Bauteilen. Üblicherweise wird ein geeignetes Schmierfett benutzt, um die interne Schmierung des Teils über die gesamte Lebensdauer zu gewährleisten.
Während üblicherweise der Schmierstoff sukzessive während des Betriebs zugeführt wird, ist er bei der Dauerschmierung so eingebracht, dass er ständig zur Verfügung steht. Z. T. werden dafür spezielle Werkstoffe verwendet, die in der Lage sind, Schmierstoffe aufzunehmen, z. B. durch Sintern von Gleitlagern.